# Alberto Giannini
Alberto Giannini (Napoli, 22 marzo 1885 – Roma, 9 aprile 1952) è stato un giornalista italiano.

## Biografia
Nato a Napoli nel 1885, redattore del Messaggero di Roma, nel 1921 fu tra i fondatori del quotidiano di orientamento radicale Il Paese.
Nel 1924 fondò a Roma Il becco giallo, settimanale satirico di opposizione al fascismo. Il 14 marzo dello stesso anno fu aggredito e malmenato da un manipolo di squadristi, tra i quali Amerigo Dumini: questi «si presentò nel foyer del Teatro Nazionale dove colpì Giannini violentemente al volto con un “pugno di ferro”. Alla brutale aggressione seguì il 30 marzo un duello alla sciabola in cui Dumini, nonostante le lezioni di scherma impartitegli dal generale Sacco, uomo di fiducia di De Bono, nella Sala d’armi del Viminale, riportò una lieve ferita al braccio destro».
Nel 1926 il regime soppresse la rivista. Giannini subito dopo fondò L'Attaccabottoni, ma ebbe anch'esso vita breve. Nel 1927 espatriò clandestinamente in Francia, dove diresse La Tribuna d'Italia e rifondò Il becco giallo. Durante il periodo parigino ebbe una relazione amorosa con l'esule antifascista Bianca Pittoni, segretaria ed amica di Filippo Turati, dalla quale ebbe un figlio, Alberto.
Massone, fu Gran Segretario del Grande Oriente d'Italia in esilio. Tornato in Italia nei primi anni trenta diede origine ad una rivista Il merlo (1934-1937) conforme all'ideologia fascista, seguita nel 1938 da La Tribuna Italiana.

Nel dopoguerra riprese le pubblicazioni satiriche con la nuova testata Il merlo giallo (1946).
Morì a Roma, a sessantasette anni, nel 1952.
In gioventù, ovvero nei primi anni del Novecento, Giannini fu «Socio valente podista» della S.P. Lazio sui 75 e 100 km.

## Opere
- Le memorie di un fesso. Parla Gennarino fuoruscito con l'amaro in bocca. L'anteguerra, la guerra, l'esilio, Levallois-Perret, A. Giannini, 1934. Seconda edizione, Corbaccio-Dalloglio 1941. Ristampa anastatica dell'edizione del 1948, Sala Bolognese, Forni, 2010.
- C'era una volta... che barba!... cose di ieri che sembrano lontane di un secolo, Milano, Ed. Lubrano, 1943.
- Io, spia dell'Ovra!... romanzo politico dal taccuino di un fesso, Roma, Società editoriale italiana. Comprende:
  - Da Stresa a Monaco, 1946?
  - Da Chiasso a Padula, 1946?

- Amedeo Giannini, La terza posizione. Messa a punto del "Merlo giallo" sull'attuale situazione politica, prefazione di Alberto Giannini, Roma, [s.n.], dopo il 1950.